# 統合特殊部隊航空団 (イギリス軍)
統合特殊部隊航空団 (英語: Joint Special Forces Aviation Wing, JSFAW) は、2001年に編成されたイギリス陸軍航空隊とイギリス空軍の統合航空部隊であり、イギリス特殊部隊（UKSF）の指揮下で輸送ヘリコプターを運用し特殊作戦を支援する航空団である。
統合特殊部隊航空団に所属する空軍、陸軍航空隊の各飛行隊はUKSF隷下の部隊として活動するが、それぞれ空軍司令部、陸軍航空隊司令部からの命令も受けて活動する。

## 歴史
統合特殊部隊航空団は2001年4月2日に編成され、編成時の構成は、陸軍航空隊に所属しウェストランド リンクスAH.9Aを運用する第657飛行隊と、空軍に所属しボーイング チヌークを運用する第7飛行隊の2個飛行隊からなっていた。
2008年になると、陸軍航空隊でアグスタ A109Aを運用していた第8航空隊が統合特殊部隊航空団の指揮下に入った。その後、第8航空隊の運用機種はユーロコプター AS365N3 ドーファンIIに更新された。2013年9月になると、第8航空隊は第658飛行隊に改編された。
イギリス軍のリンクスが2018年1月に退役となった事に伴い、2018年5月に第657飛行隊は解散となった。第657飛行隊の運用機種をアグスタウェストランド AW159 リンクス・ワイルドキャットに更新する案もあったが予算上の理由からキャンセルされた。この為、第657飛行隊の担っていた任務は当面、陸軍航空隊で既にリンクス・ワイルドキャットを運用している飛行隊で、特殊作戦訓練を受けたパイロットによって引き継がれている。

## 構成
- オディハム空軍基地（英語版）, ハンプシャー
  - 統合特殊部隊航空団司令部
  - イギリス空軍 第7飛行隊（英語版） - チヌーク HC.6を運用[1][7][8]。

- スターリング宿営地（英語版）, ヘレフォードシャー
  - イギリス陸軍航空隊 第657飛行隊（英語版） - リンクスの退役に伴い2018年5月に解散となった。
  - イギリス陸軍航空隊 第658飛行隊（英語版） - 第8航空隊（英語版）から改編。ユーロコプター AS365N3 ドーファンIIおよびウェストランド ガゼルAH.1を運用[1][4][9]。

この他、C-130ハーキュリーズを運用する空軍第47飛行隊が統合特殊部隊航空団の指揮下で活動しているとする資料もある。また別の資料では、ブリテン・ノーマン ディフェンダーを運用する陸軍航空隊第651飛行隊が2004年に統合特殊部隊航空団の指揮下で活動したとしている。